# Сент Мајкл (Минесота)
Сент Мајкл (енгл. St. Michael) град је у америчкој савезној држави Минесота.

## Демографија
По попису из 2010. године број становника је 16.399, што је 7.3 (80,2%) становника више него 2000. године.
| Група             | 2000.         | 2010.          |
| Белци             | 8.899 (97,8%) | 15.116 (92,2%) |
| Афроамериканци    | 3 (0,0%)      | 308 (1,9%)     |
| Азијати           | 46 (0,5%)     | 395 (2,4%)     |
| Хиспаноамериканци | 89 (1,0%)     | 311 (1,9%)     |
| Укупно            | 9.099         | 16.399         |